# 小点地梅
小点地梅（学名：Androsace gmelinii），为报春花科点地梅属下的一个植物种。